# Melese hebetis
Melese hebetis là một loài bướm đêm thuộc phân họ Arctiinae, họ Erebidae.